# Marlon Blue
Marlon Blue Babic est un mannequin et acteur britannique né le 19 mai 1988 à Vienne (Autriche). Il est notamment connu pour ses campagnes publicitaires. Ses œuvres les plus notables sont James dans Dream a Life, Cale dans  The Royals, Episodes et  Fury. Son prochain rôle sera dans le film Goitaca, qui sera publié en 2019,.

## Biographie
Marlon Blue a travaillé à temps partiel comme une fenêtre des artisans dans le théâtre à Londres, quand il a été découvert par l'agence AD Model Management à Perth, en Australie et Ford Models de 2007. Il devient mannequin pour des marques et créateurs tels que Gucci, Yves Saint Laurent, Max Mara, GANT, Marc Stone, Chanel, Diesel et Armani. Après quelques années sur les podiums Babic a étudié le théâtre au  Stella Adler Studio à New York City et BAW Studio à Paris. 
2014 , il a reçu un premier rôle dans David Ayer`s  Fury. Il a été suivi par des apparitions dans des séries télévisées telles que  The Royals et Episodes et une apparition dans la publicité Coco Mademoiselle de Chanel réalisé par Joe Wright,. En 2015 publié jeu vidéo Guitar Hero par Neversoft a été entendu Blue de rôle Circle avec The Black Keys. En 2015, il est apparu dans les films The Singleton , Dream a Life et le Luka State`s clip Rain,. 
2016 a Sylvie Verheyde`s Drame Sex Doll,. 
2017, Blue sera vu dans le rôle principal , aux côtés de Leandro Firmino par  La Cité de Dieu dans Rodrigo Rodrigues`s épique Goitaca.

## Filmographie

### Cinéma
- 2013 : I'm Still Here de Kris Smith : Surg[12]
- 2014 :  Fury de David Ayer : US Idier
- 2014 : Beneath a Neon Tide de Simon P. Edwards : Guy
- 2014 : 27, Memory Lane de Luke Hupton : Doc Dijkstra[13]
- 2015 : The Singleton de Pal Lne : Kudos[14]
- 2015 :  The Royals de Mark Schwahn : Cale
- 2016 : Sex Doll de Sylvie Verheyde : Nat[15]
- 2016 : Across the River de Warren B. Malone : Noah
- 2016 : Fighting Heart de Lee Hampton : Chris Coltweild[16]
- 2017 : 1603 de Danny Darren : John Quest[17]
- 2017 : Episodes de David Crane et Jeffrey Klarik : Luc
- 2018 : My Heart Breaks the Waves de Simon P. Edwards : Mark
- 2019 : Goitaca de Rodrigo Rodrigues : Candea[18],[19]

### Télévision
- 2015 :  The Royals de Mark Schwahn : Cale
- 2016 : Episodes de David Crane et Jeffrey Klarik : Mode

### Clips
- 2014 : Dream a Life de Slowly Rolling Camera
- 2015 : Rain de The Luka State[20]
- 2016 : I Wonder de Bree

### Publicités
- 2014 : Apparition dans la publicité Coco Mademoiselle de Joe Wright pour Chanel[5]
- 2015 : Apparition dans le trailer promotionnel pour Guitar Hero

### Récompenses et nominations
| Année | Cérémonie               | Prix        | Catégorie       | Pays                   |
| ----- | ----------------------- | ----------- | --------------- | ---------------------- |
| 2015  | GBIFF Awards            | GBIFF Award | Meilleur acteur | Drapeau des États-Unis |
| 2016  | Los Angeles Film Awards | Jury Award  | Acteur          | Drapeau des États-Unis |
| 2016  | Los Angeles Film Awards | Jury Award  | Acteur          | Drapeau des États-Unis |